# المحط (ردفان)

تعديل مصدري - تعديل

المحط هي إحدى قرى عزلة الحبيلين بمديرية ردفان التابعة لمحافظة لحج، بلغ تعداد سكانها 215 نسمة حسب تعداد اليمن لعام 2004.